# 新潟県道335号滝谷上赤谷線
新潟県道335号滝谷上赤谷線（にいがたけんどう335ごう たきたにかみあかたにせん）は、新潟県新発田市内を通る一般県道である。

## 概要

### 路線データ
- 起点：新潟県新発田市滝谷字滝谷山
- 終点：新潟県新発田市上赤谷字寺山（新潟県道14号新発田津川線交点）

## 地理

### 通過する自治体
- 新潟県新発田市

### 接続する道路
- 新発田市道（起点：新発田市滝谷字滝谷山、「加治川治水ダム」右岸）
- 新潟県道14号新発田津川線（終点：上赤谷交差点）

### 周辺
- あかたにの家 - 青少年宿泊施設。旧赤谷小学校を改修した施設。
- 加治川
- 加治川治水ダム
- 新発田市滝谷森林公園
- 湯の平温泉 - 当県道起点より車で約20分。車道終点（駐車場）より徒歩約1時間30分。
- 焼峰山（標高：1,085.8m） - 加治川治水ダム管理所前の登山口から、頂上まで約2時間50分。
- 蒜場山（標高：1,363.0m） - 加治川治水ダム左岸側の登山口から、頂上まで約4時間40分。

## 東赤谷連続洞門

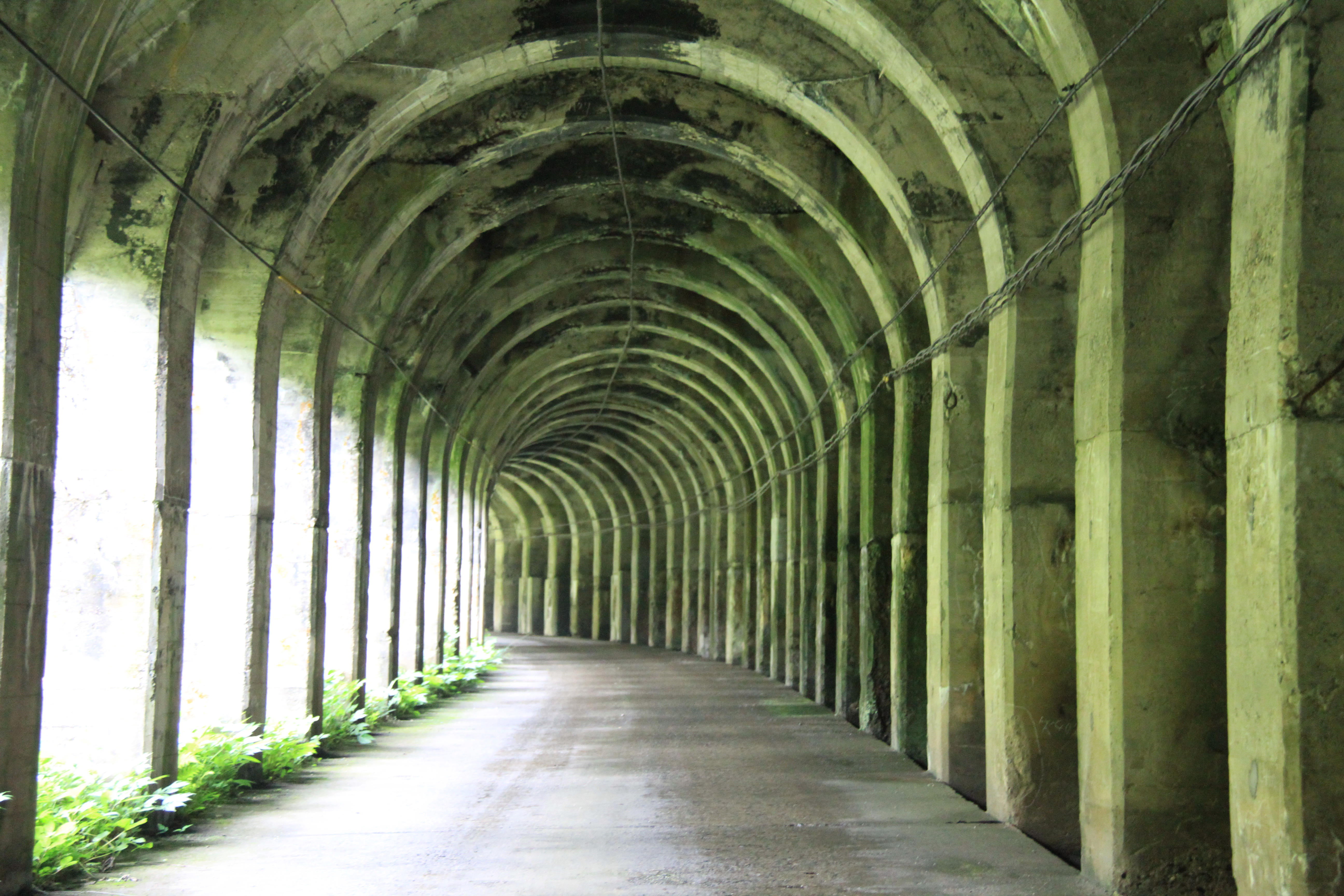
日鉄鉱業赤谷鉱業所専用鉄道に由来する洞門

東赤谷連続洞門（ひがしあかたにれんぞくどうもん）は、滝谷上赤谷線にある4本のスノーシェッド群。東赤谷連続隧道（ひがしあかたにれんぞくずいどう）と表記されることもあるが、スノーシェッドであるため隧道（トンネル）ではない。神殿ロードとしてSNSで話題になった。冬季間は通行止めになる。